# Säffle pastorat
Säffle pastorat är ett pastorat inom Svenska kyrkan. Förutom Säffle församling omfattar pastoratet även församlingarna Bro, Gillberga, Kila, Långserud, Ny-Huggenäs, Svanskog, Södra Värmlandsnäs samt Tveta.
Pastoratkod är 090609.